# 11-я Сибирская стрелковая дивизия
11-я Сибирская стрелковая дивизия — пехотное стрелковое соединение в составе Русской императорской армии, принимала активное участие в и Первой мировой войнах.
Штаб-квартира дивизии: Омск.
Дивизия  была обособлена в Омском военном округе, без вхождения в один из армейских корпусов. В отличии от остальных армейских корпусов бойцы сибирских корпусов именовались не пехотинцами, а сибирскими стрелками.

## История

### Боевые действия в ходе Первой Мировой Войны
21.08.1914 г. - 11-я Сибирская стрелковая дивизия отправлена на Северо-Западный фронт.  По прибытии на Северо-Западный фронт, дивизия вошла в состав Сводного корпуса, который в конце августа 1914 года был включен в состав 10-й армии Северо-западного фронта и назван 1-м Туркестанским армейским корпусом.
В сентябре 1914 года дивизия создала угрозу обхода немецких войск в районе крепости Осовец, вынудив прекратить обстрелы крепости из тяжелой осадной артиллерии и заставив противника отказаться от штурма крепости и снять осаду.
В октябре 1914 года корпус в составе Пинаревской группы в районе крепости Новогеоргиевск, далее в составе  Наревской группы (Северо-Западный фронт).
В конце октября 1914 года  1-й Туркестанский армейский корпус включен в состав переформированной 1-й армии Северо-Западного фронта.
К 10.02.1915 года  1-й Туркестанский армейский корпус включен в состав 12-й армии (Северо-западный фронт), в составе которой принимал участие в Праснышской операции
на 30.06.1915 года корпус в составе 1-й армии (центральная группа Северо-Западного фронта) (СОч.4 г.3)

 Хорошую репутацию заслужила 11-я Сибирская стрелковая дивизия 1-го Туркестанского армейского корпуса, которой почти всю войну командовал генерал И. И. Зарако-Зараковский. Ее полки деблокировали Осовец в сентябре 1914 г., с отличием дрались в февральских 1915 г. боях под Праснышем, а в июле в Наревском сражении отразили атаку шести германских дивизий XI и XVII корпусов— Симонов Д. Г. 
В августе 1915 года в результате разделения Северо-Западного фронта корпус находится в составе группы генерала Шейдемана (Западный фронт).
В сентябре 1915 года корпус, в составе группы, вошел в войска 4-й армии (Западный фронт).  В  дни Свенцянского прорыва дивизия участвовала в боевых действиях  с немцами кавалерийской группы генерала Гарнье в северо-западных уездах Белоруссии.
С апреля 1916 года  корпус действует в составе 3-й армии (Западный фронт)
17.05.1916 года  11-я Сибирская стрелковая дивизия выбыла из состава 1-го Туркестанского армейского корпуса и 3-й армии.
С мая 1916 года  дивизия, вне корпусов подчиняясь напрямую командованию армии, действует в районе 4-й армии (Западный фронт).
В июне 1916 года дивизия в составе 10-го армейского корпуса, с которым выбыла из 4-й армии.
С 20.07.1916 года корпус, с прикомандированной 11-й Сибирской Стрелковой дивизией, передан в состав 2-й армии Западный фронта. В составе 10-й армии Западного фронта участвовала в операции по прорыву германского фронта в районе Барановичей.
С августа 1916 года дивизия в составе 10-й армии, действует вне корпусов
К апрелю 1917 года дивизия вошла в состав 38-го армейского корпуса 10-я армии Западный фронта где  воевала до конца 1917 года.
В начале 1918 года дивизия расформирована.

## Состав дивизии
- управление
- 1-я бригада (Омск)
  - 41-й Сибирский стрелковый полк (г. Но́во-Никола́евск), Томской губернии)
  - 42-й Сибирский стрелковый полк (г.Томск)
- 2-я бригада (Омск)
  - 43-й Сибирский стрелковый полк (г.Омск)
  - 44-й Сибирский стрелковый полк (г.Омск)
- 11-я Сибирская стрелковая артиллерийская бригада

## Командование дивизии

### Начальники дивизии
- 11.06.1910 - после 01.06.1911 – генерал-лейтенант Некрасов Сергей Петрович
- 04.03.1913 - ??.??.1917 – генерал-лейтенант Зарако-Зараковский Иван Иванович

### Начальники штаба
- 26.06.1910 - 19.01.1914 – Березин Алексей Андрианович, полковник
- 10.09.1915 - после 1.01.1916 – и.д. подполковник Слижиков Аркадий Павлович

### Командиры бригад

#### 1-я бригада
- 31.03.1912 - 19.04.1915 – генерал-майор Распопов Николай Никифорович
- 23.04.1915 - 28.10.1917 – генерал-майор Гребнер Константин Эмильевич

#### 2-я бригада
- 15.07.1910 - после 31.01.1913 – генерал-майор Полянский Алексей Сергеевич